# Хоге
Хоге (нем. Hooge) — община в Германии, в земле Шлезвиг-Гольштейн.
Входит в состав района Северная Фризия. Подчиняется управлению Пелльворм. Население составляет 83 человека (на 31 декабря 2010 года). Занимает площадь 5,78 км².
Официальным языком в населённом пункте, помимо немецкого, является севернофризский.

## Фотографии
- Церковь
- Церковь